# Tortebesse
Tortebesse ist eine französische Gemeinde mit 79 Einwohnern (Stand 1. Januar 2022) im Département Puy-de-Dôme in der Region Auvergne-Rhône-Alpes (vor 2016 Auvergne). Die Gemeinde gehört zum Arrondissement Riom (bis 2017 Clermont-Ferrand) und zum Kanton Saint-Ours (bis 2015 Herment). 

## Lage
Tortebesse liegt etwa 35 Kilometer westsüdwestlich von Clermont-Ferrand in der alten Kulturlandschaft der Combrailles. Umgeben wird Tortebesse von den Nachbargemeinden Prondines im Norden und Osten, Gelles im Osten, Heume-l’Église im Südosten, Briffons im Süden und Osten sowie Sauvagnat im Westen und Nordwesten.

## Bevölkerungsentwicklung
| Jahr                       | 1962 | 1968 | 1975 | 1982 | 1990 | 1999 | 2006 | 2013 |
| Einwohner                  | 146  | 121  | 102  | 100  | 80   | 65   | 55   | 56   |
| Quellen: Cassini und INSEE |      |      |      |      |      |      |      |      |

## Sehenswürdigkeiten
- Kirche Nativité-de-Saint-Jean-Baptiste